# Kamioshikōji-dōri
Pour les articles homonymes, voir Oshikōji.
Le Kamioshikōji-dōri (上押小路通, Kamioshikōji-dōri) est une voie de l'ouest de Kyoto, dans l'arrondissement de Nakagyō. Orientée est-ouest, elle commence au Senbon-dōri (en) et termine en cul-de-sac peu après Sainishi-dōri. Il s'agit d'une suite de l'Oshikōji-dōri.
Au sud, une autre rue lui est associée, le Shimo'oshikōji-dōri (下押小路通, Shimo'oshikōji-dōri).

## Description

### Situation
Le Kamioshikōji-dōri est une voie du nord-ouest de l'arrondissement de Nakagyō. La rue commence Senbon-dōri (en) (千本通) et termine peu après Sainishi-dōri (佐井西通), dans le quartier Nishinokyōnishinaka'ai-chō (西ノ京西中合町),. Il suit l'Oike-dōri (御池通) et le Shimo'oshikōji-dōri (下押小路通) et précède le Kyūnijō-dōri (旧二条通) et le Shinnijō-dōri (新二条通). 
Il s'agit d'une suite de l'Oshikōji-dōri (押小路通), qui termine à Senbon-dōri, interrompue par l'Oike-dōri à la gare de Nijō.
La rue mesure presque 1 290 mètres. Aucun sens de la circulation n'est indiqué, même si la chaussée est large, à part pour la section entre Onmae et Nishiōji, où la circulation se fait d'ouest en est.

### Voies rencontrées
De l'est vers l'ouest. Les voies rencontrées de la droite sont mentionnées par (d), tandis que celles rencontrées de la gauche, par (g). Seules les rues portant un nom sont listées.
1. Senbon-dōri (en) (千本通)[1]
2. Yasuragi no Michi (やすらぎの道)[1]
3. Rokkenmachi-dōri (六軒町通)
4. Shichihonmatsu-dōri (ja) (七本松通)
5. Taihei-dōri (太平通)[1]
6. (d) Shimonomori-dōri (下ノ森通) [Aussi appelé Aiainozushi-dōri (相合図子通)][5]
7. Onmae-dōri (ja) (御前通)
8. Tenjin-dōri (天神通)
9. Nishidoi-dōri (西土居通)
10. Nishiōji-dōri (ja) (西大路通)
11. (d) Saihigashi-dōri (佐井東通)
12. Sai-dōri (ja) (佐井通) [aussi appelé Kasuga-dōri (春日通)]
13. Sainishi-dōri (佐井西通)[2]

### Transports en commun
Les bus du réseau d'autobus de Kyoto (ja) ne passent pas sur la rue. Les arrêts les plus proches sont sur Oike ou Shin'nijō. La gare de Nijō est à cinq minutes de marche.

## Odonymie
Le nom « 上押小路通 » est aussi lu « Kamino'oshikōji-dōri / Kami no Oshikōji-dōri », le marqueur possessif « no » étant inféré ici. Il s'agit d'une référence à Oshikōji-dōri, qui terminait à Senbon-dōri. Le « kami » (上) signifie « haut », et est utilisé pour différencier Kamioshikōji de sa voisine Shimo'oshikōji au sud, dont le nom signifie « Oshikōji du bas ». 

## Histoire
La rue correspond à l'avenue Nijō (二条大路, Nijō-ōji) de la capitale impériale Heian-kyō. L'avenue, qui correspond principalement au Nijō-dōri d'aujourd'hui, avait été créée en 794 et était la seconde plus large avenue de la capitale, après l'avenue Suzaku, situé juste au sud du  palais Heian et menant de l'est à l'ouest de la ville. Après la guerre d'Ōnin, de 1467 à 1477, la ville est complètement dévastée et plusieurs rues disparaissent, dont l'avenue Nijō. Cette portion ouest réapparaît en 1590, lors du réaménagement territorial de l'ère Tenshō (ja) (天正の地割, Tenshō no jiwari) par Toyotomi Hideyoshi, durant le dernier quart du XVIe siècle. Hideyoshi construit aussi l'Odoi (ja) (御土居), des remparts de terre censés protéger la ville, dont des entrées ont été percées en 1702 à l'actuelle extrémité ouest de Kamioshikōji-dōri. La rue est plus tard nommée « Kami no Oshikōji-dōri ».
La rue moderne apparaît vers 1912 entre l'actuelle Tenjin-dōri et sa limite ouest. Il s'agissait alors encore du village de Sujakuno (朱雀野村). La rue est reliée à Senbon-dōri en 1935.

## Patrimoine et lieux d'intérêt
Après Yasuragi-no-michi et les lignes surrélevées de ligne Sagano, on trouve l'école de conduite Nijō (ja) (二条自動車教習所) du côté nord. Au carrefour avec Shichihonmatsu se trouve la confiserie Tsurigane Manjū.

## Shimo'oshikōji-dōri
Le Shimo'oshikōji-dōri (下押小路通, Shimo'oshikōji-dōri) est une voie de l'ouest de Kyoto, dans l'arrondissement de Nakagyō. Orientée est-ouest, elle commence au Shichihonmatsu-dōri (ja) et termine au Onmae-dōri (ja), pour une longueur totale de 330 mètres. La rue termine dans le quartier Nishinokyōdōda-chō (西ノ京銅駝町).
La rue passe notamment par le parc Suzaku (朱雀公園) et son terrain de baseball.